# Lorna Shore
Lorna Shore ist eine 2010 gegründete fünfköpfige Deathcore-Band aus New Jersey.

## Geschichte
Lorna Shore wurde im Jahr 2010 in New Jersey von Sänger Tom Barber, Gitarrist Adam De Micco, Bassist Gary Herrera und Schlagzeuger Austin Archey gegründet. Zwischenzeitlich wurde Connor Deffley als zweiter Gitarrist in die Band rekrutiert. Noch im Gründungsjahr, am 8. Oktober 2010, erschien mit Triumph eine erste EP, welche in Eigenregie aufgenommen und veröffentlicht wurde. Auch die am 16. Februar 2012 herausgebrachte EP Bone Kingdom wurde aus eigener Tasche finanziert. Am 14. Februar 2014 wurde die Gruppe von Density Records unter Vertrag genommen, worüber am 18. März 2014 die dritte EP namens Maleficium veröffentlicht wurde. Zeitgleich gab die Gruppe eine Support-Tournee für Carnifex bekannt, welche zwischen dem 21. Februar und dem 20. April 2014 in den Vereinigten Staaten stattfand. Dabei wurde die Gruppe als Ersatz für Betraying the Martyrs gebucht, welche ihre Tournee zwischenzeitlich absagen mussten.
Zwischen den 27. und 29. Mai 2014 spielte die Band drei Konzerte als Vorband für Upon a Burning Body. Etwa einen Monat später spielte die Gruppe eine zwölf Konzerte umfassende Tour als Vorband für Within the Ruins. Im September desselben Jahres spielte die Band noch Konzerte mit The Black Dahlia Murder. Zwischen dem 3. und 22. März 2015 tourte die Gruppe als Vorband für Fallujah entlang der Westküste der Vereinigten Staaten. Einen Tag später absolvierte die Band das erste Konzert im Rahmen der Ascendants Album Release Tour von Oceano, welche am 3. April 2015 nach elf Shows endete. Am 19. April 2015 spielte Lorna Shore auf der Hauptbühne des New England Metal and Hardcore Festivals in Worcester, wo sie mit Sworn In, I Declare War, Vanna und Motionless in White, welche ebenfalls am selben Tag spielten, die Bühne teilten.

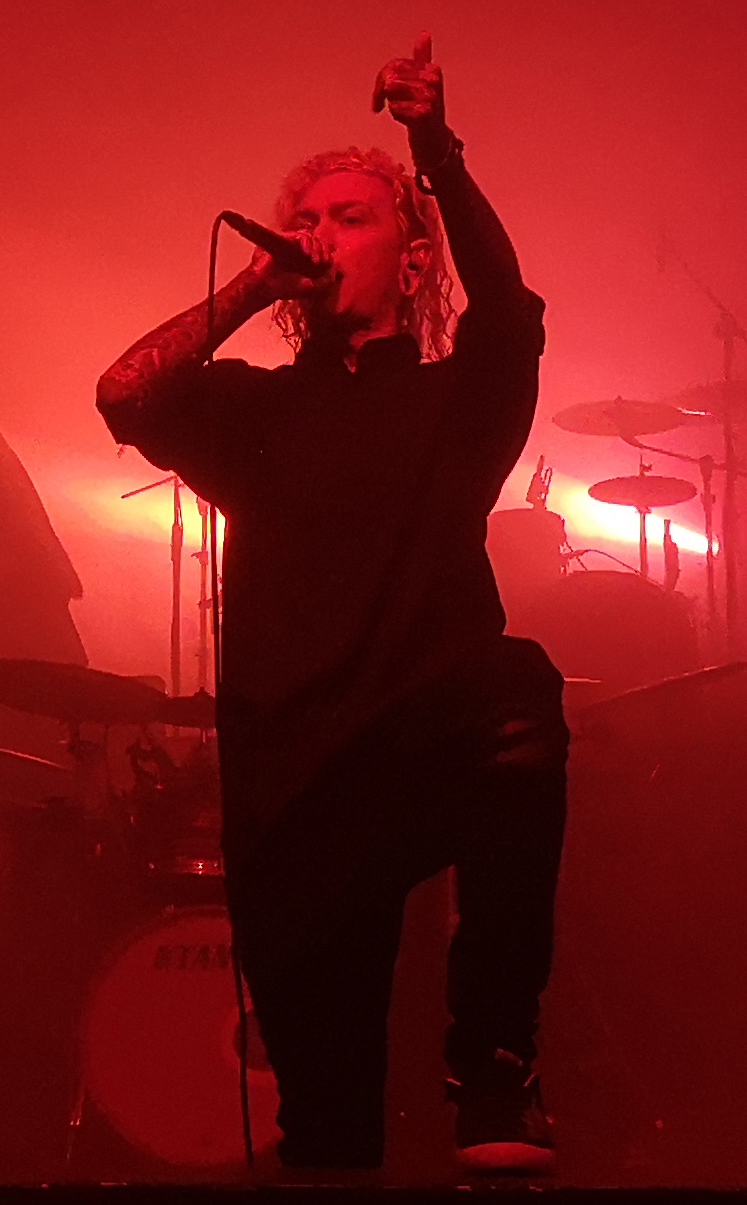
Will Ramos, 2022

Am 9. Juni 2015 erschien das Debütalbum der Band, welches Psalms heißt, über Density Records. Produziert wurde das Album im The Machine Shop von Will Putney, der bereits Alben für Thy Art Is Murder, Fit for an Autopsy und Upon a Burning Body aufnahm. Die Gruppe sollte zudem auf der fünften Auflage der jährlich stattfindenden Metal Alliance Tour, wo auch Deicide, Hate Eternal und Entombed A.D. angekündigt wurden, spielen. Jedoch sagte die Band ihre Teilnahme nach wenigen absolvierten Shows wieder ab, da es mehrere Todesfälle innerhalb der Familien der Musiker gegeben habe. Im Oktober und November 2015 spielte die Gruppe erstmals eine Tournee in Europa. Lorna Shore spielten im Vorprogramm für Carnifex. Im Januar 2016 spielte die Gruppe erneut in Europa, dieses Mal als Vorgruppe für Aversions Crown und Rings of Saturn. Im Februar und März 2016 war die Gruppe Vorband für Chelsea Grin auf deren Desolation of Eden Tour. Zwischenzeitlich unterschrieb die Band einen Plattenvertrag bei Outerloop Records, einem Sublabel von Fearless Records und bezog anschließend mit Produzent Carson Slovak das Studio um am Nachfolger von Psalms zu arbeiten.
Das zweite Album heißt Flesh Coffin und erschien am 17. Februar 2017. In diesem Zeitraum tourte die Band gemeinsam mit Carnifex und Rings of Saturn im Rahmen einer zweimonatigen Tournee durch Nordamerika. Phasenweise waren auch Despised Icon, Fallujah und She Must Burn auf dieser Konzertreise zu sehen.
2017 stieg Gary Herrera aus der Band aus. Im April 2018 kündigte Tom Barber an, als neuer Frontsänger bei Chelsea Grin einzusteigen, um dort Alex Koehler, der die Gruppe aus gesundheitlichen Gründen verließ, zu ersetzen, was seinen Ausstieg bei Lorna Shore zur Folge hatte. Als Ersatz wurde CJ McCreery, der zuvor bei Signs of the Swarm als Sänger aktiv war, als neuer Frontsänger bei Lorna Shore bekannt gegeben. Mit This Is Hell wurde Anfang September das erste Lied mit neuem Sänger veröffentlicht. Im Januar 2019 gab die Band bekannt, dass Connor Deffley nicht mehr Teil der Band ist. Man habe sich freundschaftlich getrennt. Im Oktober gleichen Jahres wurde bekannt gegeben, dass Lorna Shore bei Century Media unterschrieben haben und im Jahr 2020 mit Immortal ihr drittes Album veröffentlichen.
Im Dezember 2019 wurde Andrew O’Connor als neuer Gitarrist bestätigt. Bald darauf gab die Band bekannt, CJ McCreery aus der Band geworfen zu haben, nachdem Vorwürfe des sexuellen Missbrauchs und des Rassismus gegen ihn aufgekommen waren. Im Januar 2020 gab die Gruppe bekannt, das Album wie geplant am 31. Januar mit der Tonspur des ehemaligen Sängers McCreery veröffentlichen zu wollen. Auch die Europatournee mit Decapitated im März des Jahres sollte weiterhin stattfinden. 2021 trat Will Ramos der Band bei. Noch im Juni 2021 veröffentlichten sie To the Hellfire. Am 13. August 2021 brachten sie die EP ...And I Return to Nothingness raus. Beides galt als massiver Erfolg, welcher den Hype um die Band neu entfachte. 2022 erschien das vierte Album der Band mit dem Titel Pain Remains.

## Stil
Die Musik von Lorna Shore wird als Deathcore beschrieben, welche die technischen Ansprüche von Whitechapel mit der Brutalität von Thy Art Is Murder bzw. Chelsea Grin kombiniert. In einer musikwissenschaftlichen Analyse des Songs To the Hellfire wurden auch Stilelemente aus Black Metal und Symphonic Metal identifiziert.

## Diskografie

### Alben
| Jahr | Titel Musiklabel                          | Höchstplatzierung, Gesamtwochen, AuszeichnungChartplatzierungen (Jahr, Titel, Musiklabel, Platzierungen, Wochen, Auszeichnungen, Anmerkungen) | Höchstplatzierung, Gesamtwochen, AuszeichnungChartplatzierungen (Jahr, Titel, Musiklabel, Platzierungen, Wochen, Auszeichnungen, Anmerkungen) | Höchstplatzierung, Gesamtwochen, AuszeichnungChartplatzierungen (Jahr, Titel, Musiklabel, Platzierungen, Wochen, Auszeichnungen, Anmerkungen) | Höchstplatzierung, Gesamtwochen, AuszeichnungChartplatzierungen (Jahr, Titel, Musiklabel, Platzierungen, Wochen, Auszeichnungen, Anmerkungen) | Anmerkungen                            |
| Jahr | Titel Musiklabel                          | DE | AT | CH | US | Anmerkungen                            |
| ---- | ----------------------------------------- | --- | --- | --- | --- | -------------------------------------- |
| 2015 | Psalms Density Records, Workhorse Records | — | — | — | — | Erstveröffentlichung: 9. Juni 2015     |
| 2017 | Flesh Coffin Outerloop Records            | — | — | — | — | Erstveröffentlichung: 17. Februar 2017 |
| 2020 | Immortal Century Media, Sony Music        | DE90 (1 Wo.)DE | — | — | — | Erstveröffentlichung: 31. Januar 2020  |
| 2022 | Pain Remains Century Media, Sony Music    | DE6 (2 Wo.)DE | AT6 (2 Wo.)AT | CH7 (1 Wo.)CH | US150 (1 Wo.)US | Erstveröffentlichung: 14. Oktober 2022 |

### EPs
| Jahr | Titel Musiklabel                              | Anmerkungen                            |
| ---- | --------------------------------------------- | -------------------------------------- |
| 2010 | Triumph Eigenproduktion                       | Erstveröffentlichung: 8. Oktober 2010  |
| 2012 | Bone Kingdom Eigenproduktion                  | Erstveröffentlichung: 16. Februar 2012 |
| 2014 | Maleficium Density Records, Workhorse Records | Erstveröffentlichung: 18. März 2014    |
| 2021 | ...And I Return to Nothingness Century Media  | Erstveröffentlichung: 13. August 2021  |